# La statua di carne (film 1912 De Liguoro)
La statua di carne è un film muto italiano del 1912 diretto da Giuseppe De Liguoro.